# Valdemorillo
Valdemorillo är en kommun i Spanien.  Den ligger i den autonoma regionen Madrid, i den centrala delen av landet, 30 km väster om huvudstaden Madrid. Antalet invånare är 14 164 (2024). 